# Phrynobatrachus rainerguentheri
Phrynobatrachus rainerguentheri es una especie de anfibio anuro de la familia Phrynobatrachidae.

## Distribución geográfica
Esta especie es endémica de Nigeria. 
Conocido solo por la localidad tipo (cerca de Ijebu Oru) y a 250 km al sureste de esa localidad en Warri, cerca del delta del Níger, todo en Nigeria.

## Etimología
Esta especie lleva el nombre en honor a Rainer Günther. 

## Publicación original
- Rödel, Onadeko, Barej & Sandberger, 2012 : A new polymorphic Phrynobatrachus (Amphibia: Anura: Phrynobatrachidae) from western Nigeria. Zootaxa, n.º 3328, p. 55-65.[3]